# Будянский, Николай Андреевич
Николай Андреевич Будянский (1854—?) — русский военный деятель, полковник. Герой Русско-японской войны, участник Русско-турецкой войны.

## Биография
В 1872 году после окончания 3-й Харьковской гимназии вступил в службу. В 1876 году после окончания Чугуевского военного училища произведён в произведён в прапорщики  и выпущен в  Пензенский 121-й пехотный полк.
С 1877 года подпоручик, участник Русско-турецкой войны, был контужен. За боевые отличия в этой войне был награждён орденами Святой Анны 4-й степени «За храбрость» и Святого Станислава 3-й степени с мечами и бантом.
В 1882 году произведён  в поручики, в 1892 году  в штабс-капитаны, в 1900 году в капитаны, командир роты. В 1903 году произведён в подполковники, командир батальона.

С 1904 года полковник 27-го Восточно-Сибирского стрелкового полка, участник Русско-японской войны, находился в составе гарнизона крепости Порт-Артур. За боевые отличия был награждён орденом Святого Станислава 2-й степени с мечами. За храбрость в этой войне Высочайшим приказом от 28 сентября 1905 года и 23 октября 1905 года был награждён орденом Святого Георгия 4-й степени  и Золотым оружием «За храбрость»: 
За отличие и храбрость проявленные будучи полковником 27-го Восточно-Сибирского стрелкового полка в составе гарнизона крепости Порт-Артур
С 1906 года помощник командира 8-го Эстляндского пехотного полка. В 1909 году назначен командиром 252-го Анапского резервного пехотного батальона. С 1910 года командир 4-го Кавказского стрелкового полка. 3 ноября 1914 года уволен от службы за болезнью, с мундиром и пенсией.

## Награды
- Орден Святой Анны 4-й степени «За храбрость» (ВП 1878)
- Орден Святого Станислава 3-й степени с мечами и бантом (ВП 1879)
- Орден Святого Владимира 4-й степени с бантом (ВП 1902)
- Орден Святого Станислава 2-й степени с мечами (ВП 1904)
- Орден Святого Георгия 4-й степени (ВП 28.09.1905)
- Золотое оружие «За храбрость» (ВП 23.10.1905)
- Орден Святого Владимира 3-й степени (ВП 16.05.1914)